# Stefan Schweigert
Stefan Schweigert (* 15. Juni 1962 in Kaiserslautern) ist ein deutscher Fagottist.

## Leben
Stefan Schweigert lernte seit 1972 bei Alfred Rinderspacher in Kaiserslautern Fagott und studierte dann bei Klaus Thunemann an der Musikhochschule Hannover. Neben seiner Aushilfstätigkeit bei den Bamberger Symphonikern und dem Württembergischen Kammerorchester Heilbronn war er Mitglied des Bundesjugendorchesters. Seit 1985 ist er Solo-Fagottist der Berliner Philharmoniker und unterrichtet seit 1987 an der Karajan-Akademie der Berliner Philharmoniker. Als Solist konzertierte er u. a. mit den Berliner Philharmonikern und der Camerata Bern. Bei seiner Mitwirkung im Chamber Orchestra of Europe, bei Gidon Kremers Kammermusikfestival in Lockenhaus, im Bläserensemble Sabine Meyer und den Berliner Barock Solisten trat er als Kammermusiker hervor.
Schweigert ist Mitglied der Berliner Philharmonischen Bläsersolisten und der Bläser der Berliner Philharmoniker.